# Ghiacciaio Repeater
Il ghiacciaio Repeater è un piccolo e ripido ghiacciaio lungo circa 1,7 km situato nella regione centro-occidentale della Dipendenza di Ross, in Antartide. Il ghiacciaio, il cui punto più alto si trova a circa 1000 m s.l.m., si trova in particolare all'estremità orientale della dorsale Asgard, dove fluisce verso est, scorrendo lungo il versante orientale del monte Newall, poco a sud del ghiacciaio Commanda, fino a unire il proprio flusso a quello del ghiacciaio Newall.

## Storia
Il ghiacciaio Repeater è stato mappato dalla squadra occidentale della spedizione Terra Nova, condotta dal 1910 al 1913 e comandata dal capitano Robert Falcon Scott, ma è stato così battezzato solo nel 1998 dal Comitato neozelandese per i toponimi antartici in riferimento al ripetitore radio ("repeater" in inglese) installato dall'istituto Antarctica New Zealand sul vicino monte Newall.